# Lotte-Lore Loebenstein

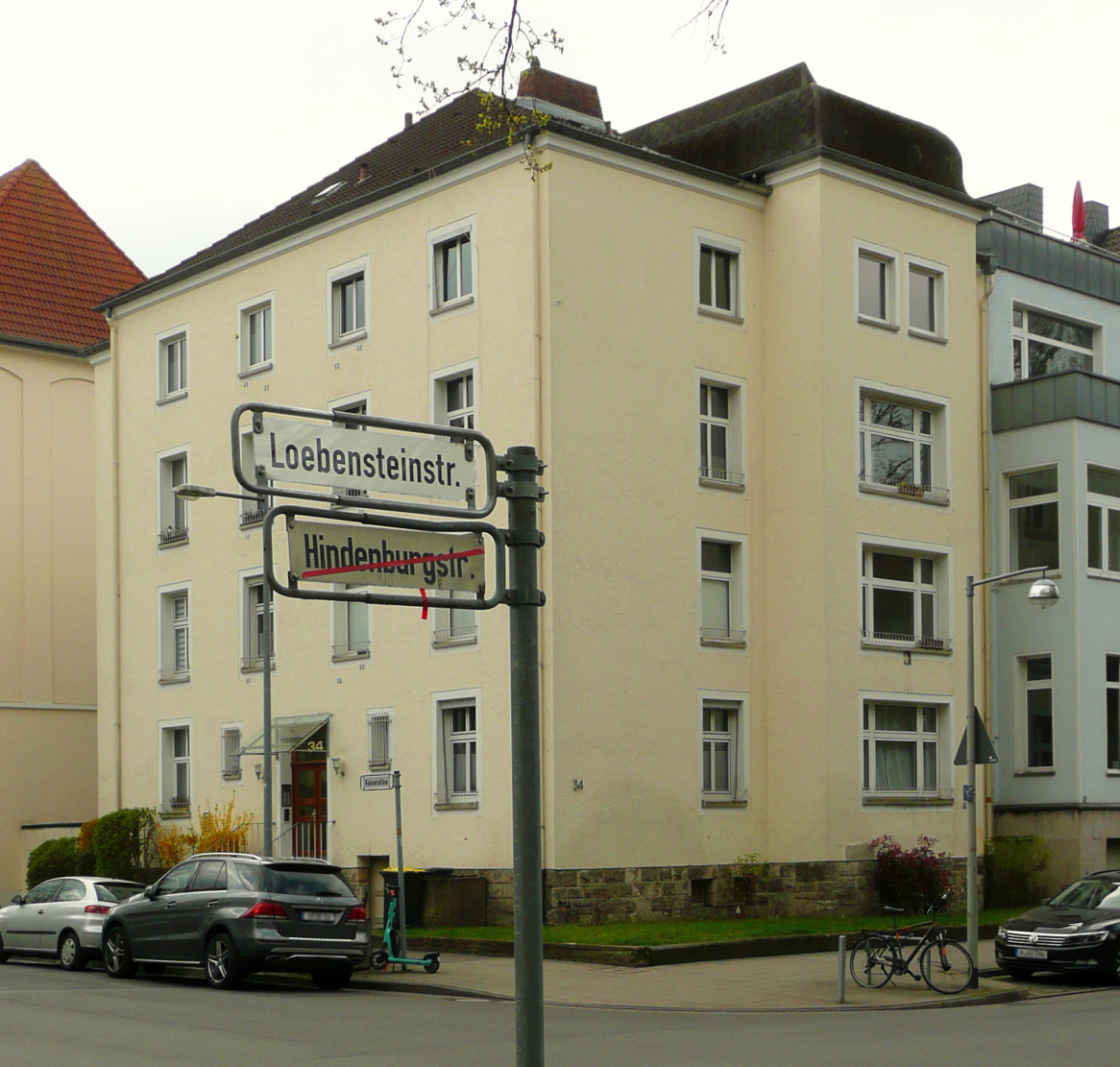
Früheres Wohnhaus der Familie Loebenstein in der Loebensteinstraße 34 in Hannover-Zoo nach der Straßenumbenennung, 2023

Lotte-Lore Loebenstein, Schreibweise auch Löbenstein, (geboren 25. Juli 1932 in Hannover; gestorben 21. Mai 1943 im Vernichtungslager Sobibor) war ein Mädchen, das Opfer der Shoa wurde. Bis zu ihrer Flucht vor den Nationalsozialisten 1937 in die Niederlande lebte sie in Hannover. Nach einem Beschluss des Bezirksrats des Stadtbezirks Mitte in Hannover wurde 2023 die Hindenburgstraße nach ihr in Loebensteinstraße umbenannt.

## Leben
Lotte-Lore Loebenstein wurde in eine gutbürgerliche jüdische Familie in Hannover geboren. Ihr Vater, Herbert Loebenstein (1897–1943), stammte aus einer Kaufmannsfamilie aus Eldagsen und hatte beim Militär gedient. Er heiratete 1930 die aus Vegesack stammende Gertrud Blumenthal (1899–1943). Sie betrieb von 1927 bis 1937 ein Geschäft für Herrenartikel in Hannover-Linden. Zwei Jahre nach der Hochzeit kam 1932 die Tochter Lotte-Lore zur Welt. Sie hatte keine Geschwister. Anfangs wohnte die Familie in Hannover im Stadtteil List in der Rühmkorffstraße 7; 1934 bezog sie eine 6-Zimmer-Wohnung in der Hindenburgstraße 34 im Stadtteil Zoo. Herbert Loebenstein war Mitinhaber des Bankhauses Hellmann & Loebenstein. Nachdem das Bankhaus 1937 infolge der „Machtergreifung“ durch die Nationalsozialisten und der zunehmenden Einschränkungen für Juden „arisiert“ worden war, reiste die Familie am 1. August 1937 wenige Tage nach Lotte-Lores fünftem Geburtstag in die Niederlande. Vorgeblich war es eine Urlaubsreise zum Besuch eines Seebades; tatsächlich bestand der Zweck der Reise in der Emigration. Die Familie kam zunächst bei einem Ehepaar in Leiden unter und ging im Dezember 1937 nach Nijmegen. Dort ließen sie sich in der Moolenstraat nieder, wo die Eltern eine Parfümerie betrieben. Lotte-Lore besuchte die Nuts-Schule (Grundschule), wie sich der 89-jährige niederländische Zeitzeuge Emile den Dunnen 2020 erinnerte, der mit ihr die gleiche Schule besucht hatte und ein Foto von ihr besitzt.
Nach der 1940 erfolgten deutschen Besetzung der Niederlande waren alle jüdischen Einwohner der Niederlande verpflichtet, sich beim Einwohnermeldeamt anzumelden. Ab 1. September 1941 durften jüdische Kinder keine öffentlichen Schulen mehr besuchen. Als Juden verfolgte Menschen mussten ab dem 3. Mai 1942 den „Judenstern“ tragen. Nachdem im Sommer 1942 Deportationen von jüdischen Menschen eingesetzt hatten, tauchte die Familie Loebenstein Ende 1942 unter. Am 30. April 1943 wurden die Eltern mit ihrer 10-jährigen Tochter Lotte-Lore bei einer Razzia zur Umsetzung des Holocaust in den Niederlanden von der Polizei festgenommen und ihr Geld wurde beschlagnahmt. Über das Durchgangslager Westerbork wurde die Familie am 18. Mai 1943 in das Vernichtungslager Sobibor deportiert, wo sie nach der Ankunft des Zuges am 21. Mai 1943 ermordet wurde.
Der Leiter des Projekts „Städtische Erinnerungskultur“ der Landeshauptstadt Hannover Karljosef Kreter äußerte 2020, dass seine Einrichtung nicht viel über Lotte-Lore Loebensteins früh ausgelöschtes Leben wisse und das vorhandene Wissen nur ein fragmentarisches Bild ergebe.

## Erinnerungsorte

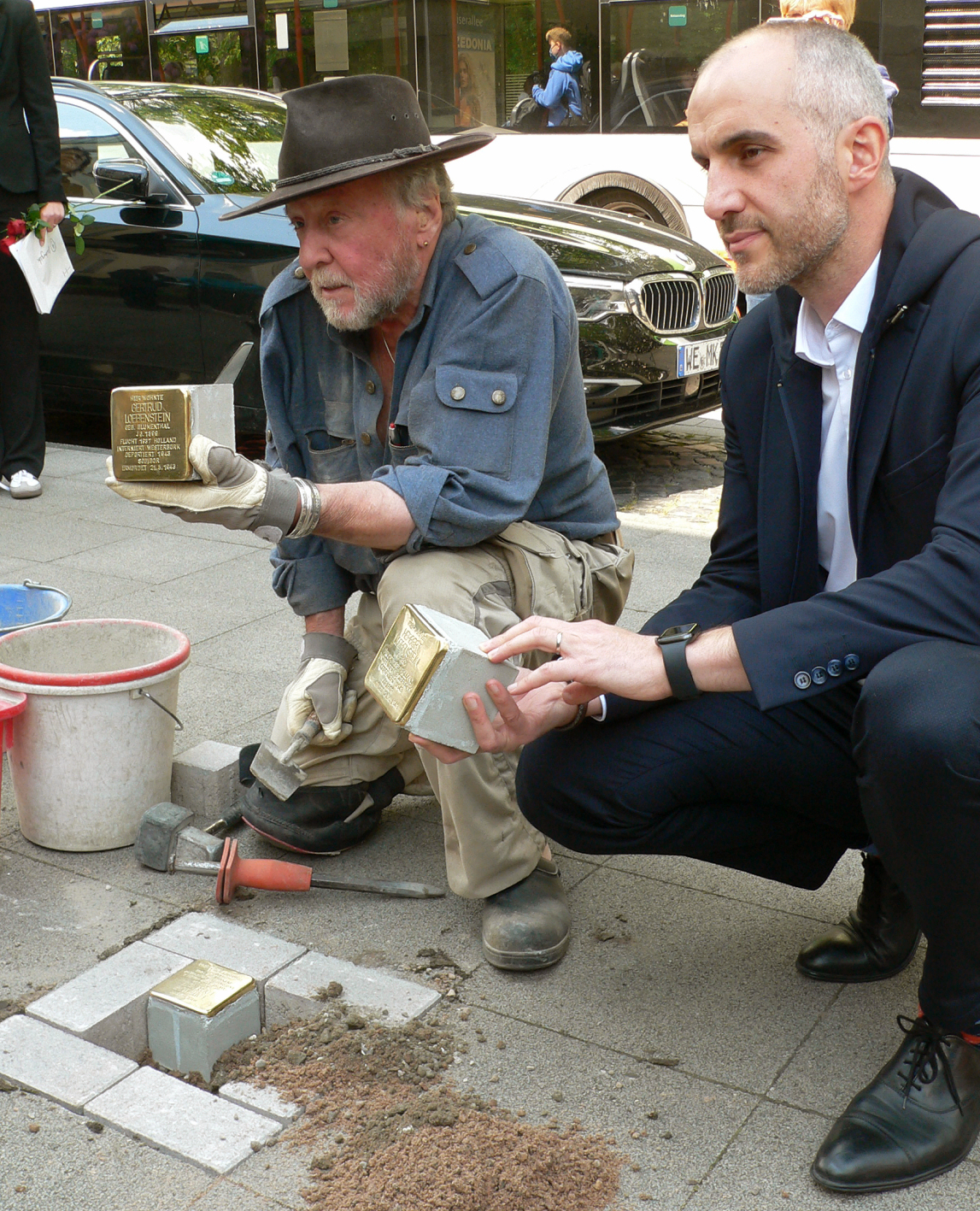
Gunter Demnig und der hannoversche Oberbürgermeisters Belit Onay bei der Verlegung, 2022

Der Name von Lotte-Lore Loebenstein und ihren Eltern findet sich auf dem Namensdenkmal in Nijmegen, das 2015 für die jüdischen Opfer der Stadt errichtet wurde. Darüber hinaus steht ihr Name als Gravur auf dem Mahnmal für die ermordeten Juden Hannovers. Am 25. Mai 2022 verlegte Gunter Demnig im Beisein des hannoverschen Oberbürgermeisters Belit Onay vor dem früheren Wohnhaus der Familie in der Hindenburgstraße für Lotte-Lore Loebenstein und ihre Eltern je einen Stolperstein in Hannover.

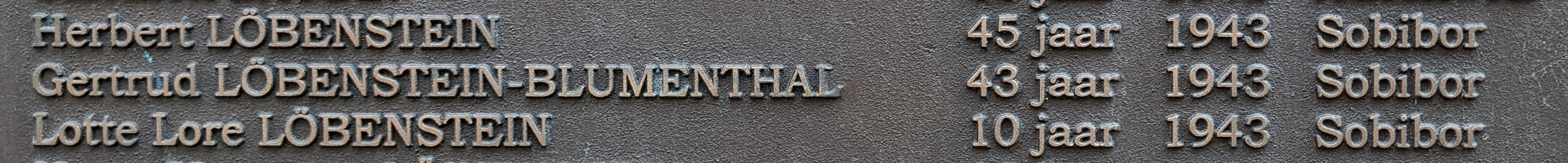
Nennung auf dem Namensdenkmal in Nijmegen für die jüdischen Opfer der Stadt
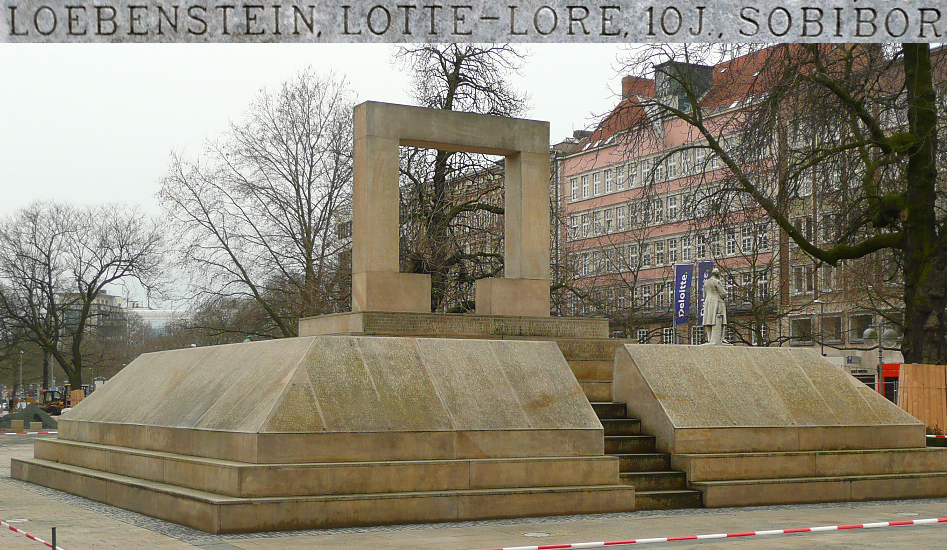
Mahnmal für die ermordeten Juden Hannovers, oben die Gravur für Lotte-Lore Loebenstein (Fotomontage)
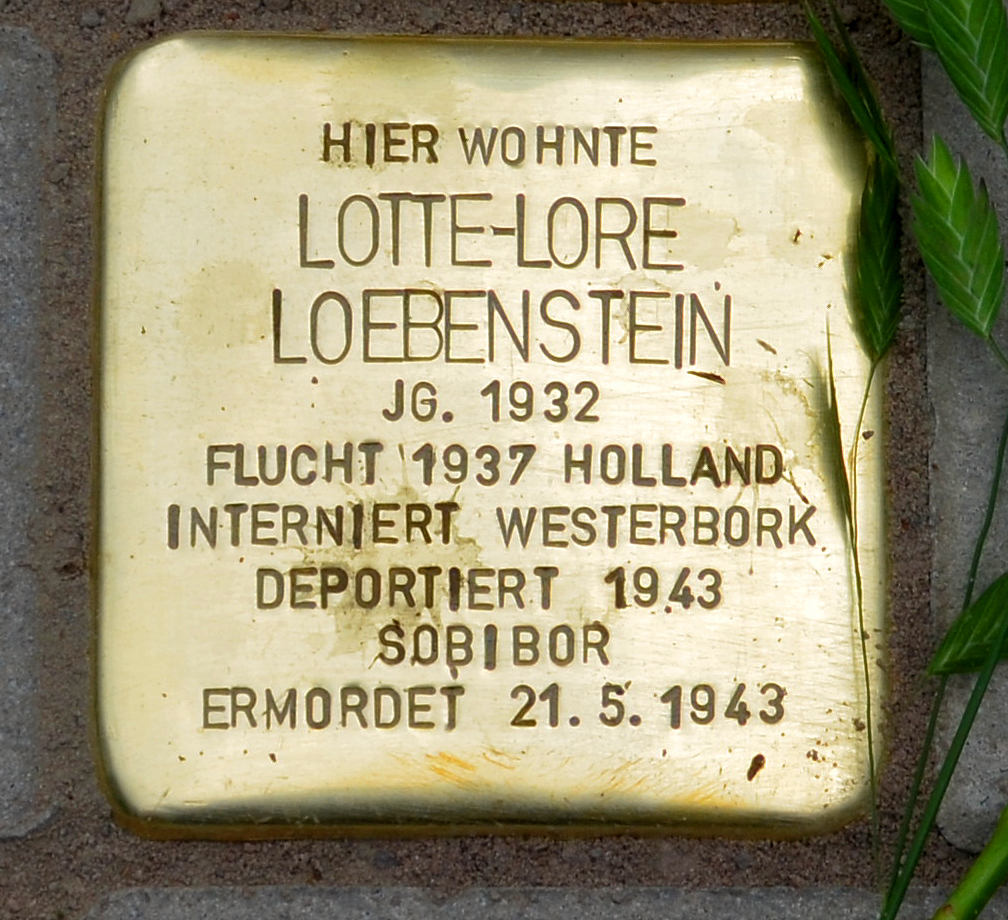
Stolperstein für Lotte-Lore Loebenstein in Hannover

### Straßenumbenennung

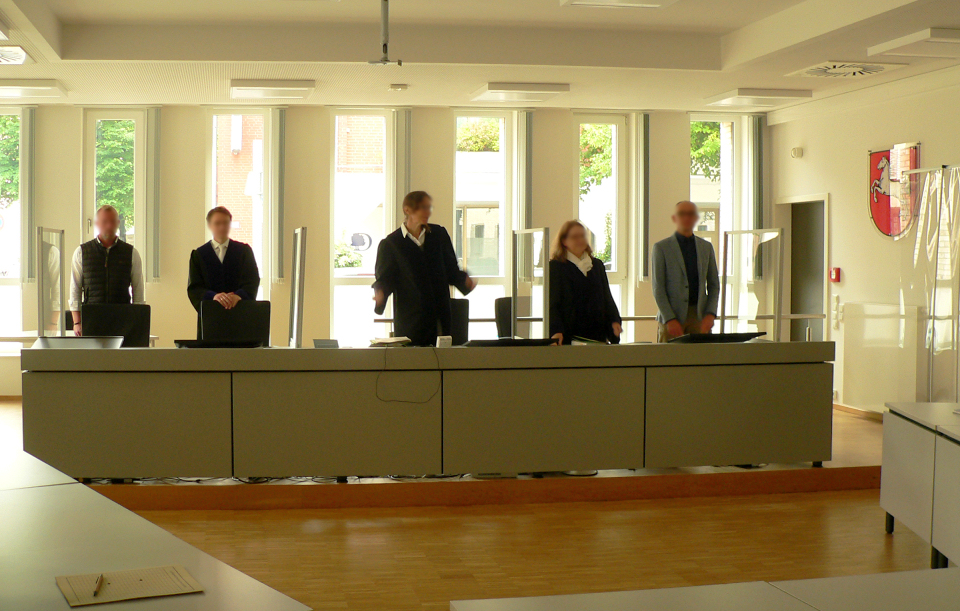
Verhandlung des Verwaltungsgerichts Hannover zur Straßenumbenennung, 2022

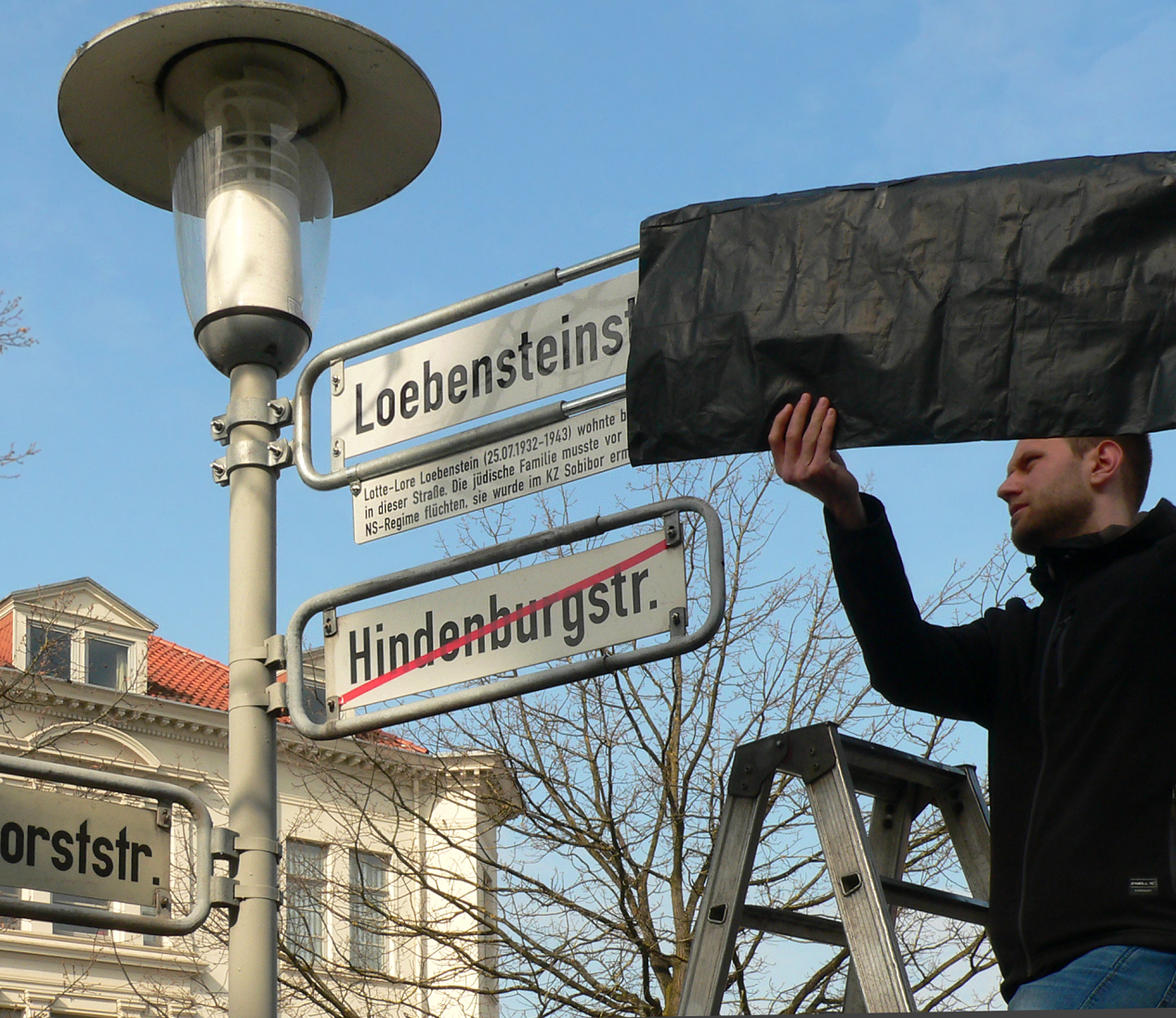
Straßenumbenennung in Loebensteinstraße durch den Bürgermeister des Stadtbezirks Hannover-Mitte Jannik Schnare (Grüne), 2023

Im März 2021 beschloss der Bezirksrat des Stadtbezirks Mitte in Hannover nach dreijähriger Diskussion, die nach Paul von Hindenburg benannte Hindenburgstraße nach Lotte-Lore Loebenstein in Loebensteinstraße umzubenennen. Zur Geeignetheit der neuen Namensgeberin führte die Stadt aus, dass Lotte-Lore Loebenstein exemplarisch für Menschen stehe, die unter dem NS-Regime gelitten haben und dessen Opfer geworden sind, wozu auch Kinder zählen. Im Vergleich zu anderen NS-Opfern sei die Würdigung der Schicksale von Kindern im öffentlichen Raum verhältnismäßig wenig präsent. Die Entscheidung zur Straßenumbenennung beruht auf dem Bericht eines 2014 von der Stadt Hannover einberufenen Beirats, der überprüfte, ob es bei Personen als Namensgeber für Straßen „eine aktive Mitwirkung im Nazi-Regime ... gegeben hat“. Der Beirat regte die Umbenennung der nach Hindenburg benannten Straße an, weil Hindenburg „bei der Zerstörung der Republik und beim Ausbau der Diktatur unter einem antisemitischen Regierungsprogramm die zentrale Rolle“ innegehabt habe. Der auf jüdische Geschichte in Hannover spezialisierte Historiker Peter Schulze, der Umbenennungen von Straßen eher skeptisch gegenübersteht, sagte gegenüber der Hannoverschen Allgemeinen Zeitung: „Wenn die Hindenburgstraße schon einen anderen Namen bekommt, wäre es gut, an dieses Kind zu erinnern.“
Gegen die Umbenennung sprach sich die CDU Niedersachsen aus, deren Geschäftsstelle unter der Bezeichnung Wilfried-Hasselmann-Haus ihren Sitz an der Straße hat, ebenso eine Bürgerinitiative. Eine Gruppe von Straßenanliegern reichte 2021 beim Verwaltungsgericht Hannover eine Klage gegen die Umbenennung ein. 2022 wies das Gericht die Klage ab und erklärte die Umbenennung für rechtmäßig. Laut dem Gericht habe seine Entscheidung auf der demokratischen Entscheidung des zuständigen Bezirksrats beruht. Die historische Rolle Paul von Hindenburgs habe das Gericht nicht berücksichtigt. Gegen den Entscheid legten die Gegner der Umbenennung Berufung beim Niedersächsischen Oberverwaltungsgericht ein, die das Gericht ablehnte. Die Umbenennung durch das Anbringen von neuen Straßenschildern wurde 2023 vollzogen.